# La Côte-d'Aime
La Côte-d'Aime is een voormalige gemeente in het Franse departement Savoie in de regio Auvergne-Rhône-Alpes) en telt 866 inwoners (2008). De gemeente maakte deel uit van het arrondissement Albertville.
De gemeente omvatte de plaatsjes Beguevey, La Grande Bergerie, La Petite Bergerie, Montméry, Les Moulins, Pierrolaz, Prébérard, Prégirod, La Sciaz en Le Villard. De hoofdplaats van de gemeente was Pierrolaz.

## Geschiedenis
La Côte-d'Aime was onderdeel van het kanton Aime tot dit op 22 maart 2015 werd opgeheven en de gemeenten werden opgenomen in het op die dag gevormde kanton Bourg-Saint-Maurice. Op 1 januari 2016 fuseerde La Côte-d'Aime met Bellentre, Mâcot-la-Plagne en Valezan tot de commune nouvelle La Plagne Tarentaise.

## Geografie
De oppervlakte van La Côte-d'Aime bedraagt 26,9 km², de bevolkingsdichtheid is 30,7 inwoners per km².
De onderstaande kaart toont de ligging van La Côte-d'Aime met de belangrijkste infrastructuur en aangrenzende gemeenten.

## Demografie
Onderstaande figuur toont het verloop van het inwonertal.